# Skybound
Skybound è il secondo album del cantautore pop rock britannico Tom Baxter, pubblicato il 18 aprile 2008 dall'etichetta discografica Charisma.
L'album, promosso dai singoli Better (successivamente reinterpretata dal noto gruppo Boyzone) e Tell Her Today, ha raggiunto la dodicesima posizione della classifica degli album britannica. Il primo singolo è stato inserito nella compilation italiana Festivalbar 2008.
Tutte le tracce sono state scritte da Baxter, che per alcuni brani ha collaborato con altri autori. Baxter ha curato anche la produzione del disco insieme a Jeremy Stacey.

## Tracce
CD (Sylvan 2066672 (EMI) / EAN 5099920666729)
1. A Night like This – 4:36 (Tom Baxter)
2. Skybound – 6:42 (Tom Baxter, Judie Tzuke)
3. Better – 4:08 (Tom Baxter, Sam Semple)
4. Tell Her Today – 6:14 (Tom Baxter)
5. Miracle – 4:32 (Tom Baxter, Sam Semple)
6. The Last Shot – 6:39 (Tom Baxter)
7. Tragic – 5:20 (Tom Baxter)
8. Half a Man – 7:34 (Tom Baxter)
9. Icarus Wings – 6:32 (Judie Tzuke, Tom Baxter)
10. Light Me Up – 4:42 (Tom Baxter)

Durata totale: 56:59

## Classifiche
| Paese       | Posizione raggiunta |
| ----------- | ------------------- |
| Regno Unito | 12                  |